# Seeking a Friend for the End of the World
Seeking a Friend for the End of the World is een Amerikaanse romantische sciencefiction-dramafilm uit 2012 onder regie van Lorene Scafaria, die ook het scenario schreef. De productie werd genomineerd voor onder meer de Saturn Award voor beste onafhankelijke film en de People's Choice Award voor favoriete dramatische actrice (Keira Knightley, voor deze film en Anna Karenina samen).

## Verhaallijn
Wanneer een ruimtemissie om een planetoïde te vernietigen mislukt, is het zeker dat die de Aarde gaat raken en vernietigen. Hierop breekt er grote chaos uit op de wereld. De vrouw van Dodge raakt in paniek en verlaat hem. Dodge besluit daarop om naar zijn af jeugdliefde te reizen. Zijn buurvrouw Penny, die praktisch altijd stoned is, gaat met hem mee.

## Rolverdeling
- Steve Carell als Dodge Petersen
- Keira Knightley als Penelope "Penny" Lockhart
- William Petersen als Glenn
- Melanie Lynskey als Karen Amalfi
- Adam Brody als Owen
- Tonita Castro als Elsa
- Mark Moses als Anchorman
- Derek Luke als Alan Speck
- Connie Britton als Diane
- Patton Oswalt als Roache
- Rob Corddry als Warren
- Rob Huebel als Jeremy
- Gillian Jacobs als Katie
- T.J. Miller als Darcy
- Amy Schumer als Lacey
- Jim O'Heir als Sheriff
- Martin Sheen als Frank Petersen
- Nancy Carell als Linda Petersen
- Roger Aaron Brown als Alfred
- Leslie Murphy als Amy
- Kasey Campbell als Danny